# 帝俊
帝俊，《山海經》記載的天帝，相传与其妻羲和生有十个太阳，与常羲生有十二个月亮。
《山海经》有帝俊喜与鸟类相处的描述。也有学者认为“鸟”暗指男性生殖器，在一些方言中亦可暗证。而帝俊的生殖能力尤为突出。除十个太阳，十二个月亮外，另生有两面，黑齿，幽容等国的举国之国民。
许多人认为帝俊就是帝喾高辛氏，或是帝舜有虞氏，或帝俊、帝舜、帝喾都是同一人。

## 家族

### 妃
- 常羲（常儀）[1]
- 羲和
- 娥皇[12]
- 女英

### 子孙
- 中容[13]
- 黑齿[13]
- 帝鸿[13]
- 晏龙
  - 司幽[13]
- 三身
  - 义均（商均）[12]
- 季釐（季貍）[1]
- 后稷[1]
- 台玺
  - 叔均[14]
- 禺號
  - 淫梁[15]